# Leif Linderoth
Leif Gunnar Gösta Linderoth, född 31 januari 1936 i Lundby församling i Göteborg, död 28 juni 2025, var en svensk fotbollsspelare (högerhalv) som gjorde två säsonger i Gais 1956/1957 och 1957/1958. Han var en egen produkt i Gais och spelade sammanlagt 47 allsvenska matcher för klubben (0 mål). Senare gick han till Göteborgs AIK, för vilka han spelade åtminstone fram till 1969.
Linderoth gjorde en U21-landskamp för Sverige 1958. I det civila var han elektriker. Han spelade även i Gais Handboll.